# Tina Berger
Tina Angela Berger (* 7. September 1981 in Klagenfurt, Kärnten) ist eine österreichische Politikerin der Freiheitlichen Partei Österreichs (FPÖ) und seit 24. Oktober 2024 Abgeordnete zum Nationalrat.

## Leben
Tina Berger ist ledig und hat eine Tochter.

### Ausbildung und Beruf
Tina Berger besuchte die Berufsbildende höhere Schule (BHS) in Spittal an der Drau. Sie wurde Mitarbeiterin im FPÖ Landtagsklub Kärnten als Assistentin des Klubobmanns und Organisationsreferentin.

### Politik
Sie ist Schriftführerin des Bezirksparteivorstands der FPÖ Spittal an der Drau und Ortsparteiobfrau der FPÖ Lendorf. Am 10. August 2022 wurde sie Landesfinanzreferentin Stellvertreterin der initiative Freiheitliche Frauen (IFF) Kärnten. Sie war Mitglied des Gemeinderates Lendorf.